# Kožojedovití
Kožojedovití (Dermestidae) je čeleď brouků, která zahrnuje kolem 1500 druhů rozšířených po celém světě. Obecné názvy některých druhů jsou „kožojed“, „rušník“ nebo „muzejní brouk“.
Brouci jsou okrouhlého tvaru, délky od 1 do 12 mm, převažující barvy jsou tmavé, kresba pruhovitá někdy s bílými, žlutými, červenými nebo hnědými znaky. Tykadla jsou obvykle paličkovitá a zapadají do hlubokých zářezů.
Kožojedovití jsou převážně mrchožrouty a živí se kůžemi, zvířecí srstí, peřím, mrtvým hmyzem a přírodní vlákninou. Členové rodu Dermestes jsou nalézáni v trupech zdechlých zvířat, zatímco zástupci jiných rodů mohou být nalézáni v peleších a norách savců, hnízdech ptáků, včel a vos.
V muzeích používají některé druhy pro čištění koster živočichů od zbytků tkání.
Brouci rodu Thaumaglossa žijí v ootékách kudlanek, zatímco rod Trogoderma je škůdcem na zrninách.

## Taxony
- podčeleď Anthreninae – rušníci
  - rod Anthrenus Schaeffer, 1766
- podčeleď Attageninae Laporte, 1840
  - rod Attagenus Latreille, 1802 – kožojed
- podčeleď Dermestinae Latreille, 1804
  - rod Dermestes Linnaeus, 1758 – kožojed
- podčeleď Megatominae Leach, 1815
  - rod Ctesias Stephens, 1830
    - druh Ctesias serra Fabricius, 1792

  - rod Globicornis Latreille, 1829
  - podrod Hadrotoma Erichson, 1846
  - podrod Globicornis
    - druh Globicornis alpina Pic, 1912
    - druh Globicornis bifasciata Perris, 1866
    - druh Globicornis breviclavis Reitter, 1878
    - druh Globicornis depressa Mulsant & Rey, 1868
    - druh Globicornis fasciata Fairmaire, 1859
    - druh Globicornis hispanica Pic, 1908
    - druh Globicornis picta Küster, 1851
    - druh Globicornis quadrinaeva Reitter, 1908
    - druh Globicornis sulcata Brisout, 1866
    - druh Globicornis tristis Reitter, 1881
    - druh Globicornis variegata Küster, 1851

  - rod Megatoma Herbst, 1792
    - druh Megatoma graeseri Reitter, 1887
    - druh Megatoma pubescens Zetterstedt, 1828
    - druh Megatoma ruficornis Aubé, 1866
    - druh Megatoma undata Linnaeus, 1758

  - rod Phradonoma Jacquelin du Val, 1859
    - druh Phradonoma nobile Reitter, 1881
    - druh Phradonoma villosulum Duftschmid, 1825
    - druh Phradonoma nobile Reitter, 1881
    - druh Phradonoma villosulum Duftschmid, 1825

  - rod Reesa Beal, 1967
    - druh Reesa vespulae Milliron, 1939

  - rod Trogoderma Dejean, 1821
    - druh Trogoderma angustum Solier, 1849
    - druh Trogoderma glabrum Herbst, 1783
    - druh Trogoderma granarium Everts, 1898
    - druh Trogoderma inclusum LeConte, 1854
    - druh Trogoderma megatomoides Reitter, 1881
    - druh Trogoderma quinquefasciatum Jacquelin du Val, 1859
    - druh Trogoderma variabile Ballion, 1878
    - druh Trogoderma versicolor Creutzer, 1799
- podčeleď Orphilinae LeConte, 1861
  - rod Orphilus Erichson, 1846
    - druh Orphilus beali Erichson, 1846
    - druh Orphilus niger Rossi, 1790
- podčeleď Thylodriinae Semenov-Tian-Shanskij, 1913
  - rod Thylodrias Motschulsky, 1839
    - druh Thylodrias contractus Motschulsky, 1839
- podčeleď Trinodinae Casey, 1900
  - rod Trinodes Dejean, 1821
    - druh Trinodes hirtus Fabricius, 1781

  - rod Anthrenocerus
    - druh Anthrenocerus australis Hope, 1843

  - rod Orphinus
    - druh Orphinus fulvipes Guérin-Méneville, 1838

  - rod Thaumaglossa
    - druh Thaumaglossa rufocapillata Redtenbacher, 1867

  - rod Thorictodes
    - druh Thorictodes heydeni Retter, 1875

  - rod Thorictus
    - druh Thorictus baudii Reitter, 1860
    - druh Thorictus bifoveolatus Reitter, 1887
    - druh Thorictus canariensis Wollaston, 1862
    - druh Thorictus cobosi John, 1967
    - druh Thorictus consimilis John, 1965
    - druh Thorictus deviedmai John, 1965
    - druh Thorictus dimidiatus Peyron, 1860
    - druh Thorictus ehlersii Pering, 1872
    - druh Thorictus escalerai John, 1965
    - druh Thorictus escorialanus John, 1965
    - druh Thorictus foreli Wasmann, 1925
    - druh Thorictus franzi John, 1966
    - druh Thorictus gigas Wollaston, 1862
    - druh Thorictus grandicollis Germar, 1858
    - druh Thorictus helleri John, 1963
    - druh Thorictus hilfi John, 1965
    - druh Thorictus lindbergi John, 1963
    - druh Thorictus martinsi Wasmann, 1925
    - druh Thorictus mauritanicus Lucas, 1860
    - druh Thorictus orientalis Peyron, 1860
    - druh Thorictus paganetti Ganglbauer, 1917
    - druh Thorictus palmi John, 1964
    - druh Thorictus pilosus Peyron, 1860
    - druh Thorictus seriesetosus Reitter, 1894
    - druh Thorictus sicilianus John, 1965
    - druh Thorictus stricticollis Kraatz, 1859
    - druh Thorictus subpusillus John, 1965
    - druh Thorictus sulcicollis Pering, 1894
    - druh Thorictus tamatabanus John, 1965
    - druh Thorictus tejedanus John, 1967
    - druh Thorictus tenerifanus John, 1965
    - druh Thorictus tuberosus Reitter, 1876
    - druh Thorictus vestitus Wollaston, 1864
    - druh Thorictus wollastoni John, 1963

## Fotogalerie

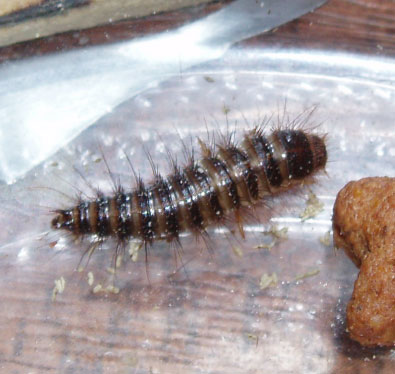
Dermestes lardarius – larva brouka
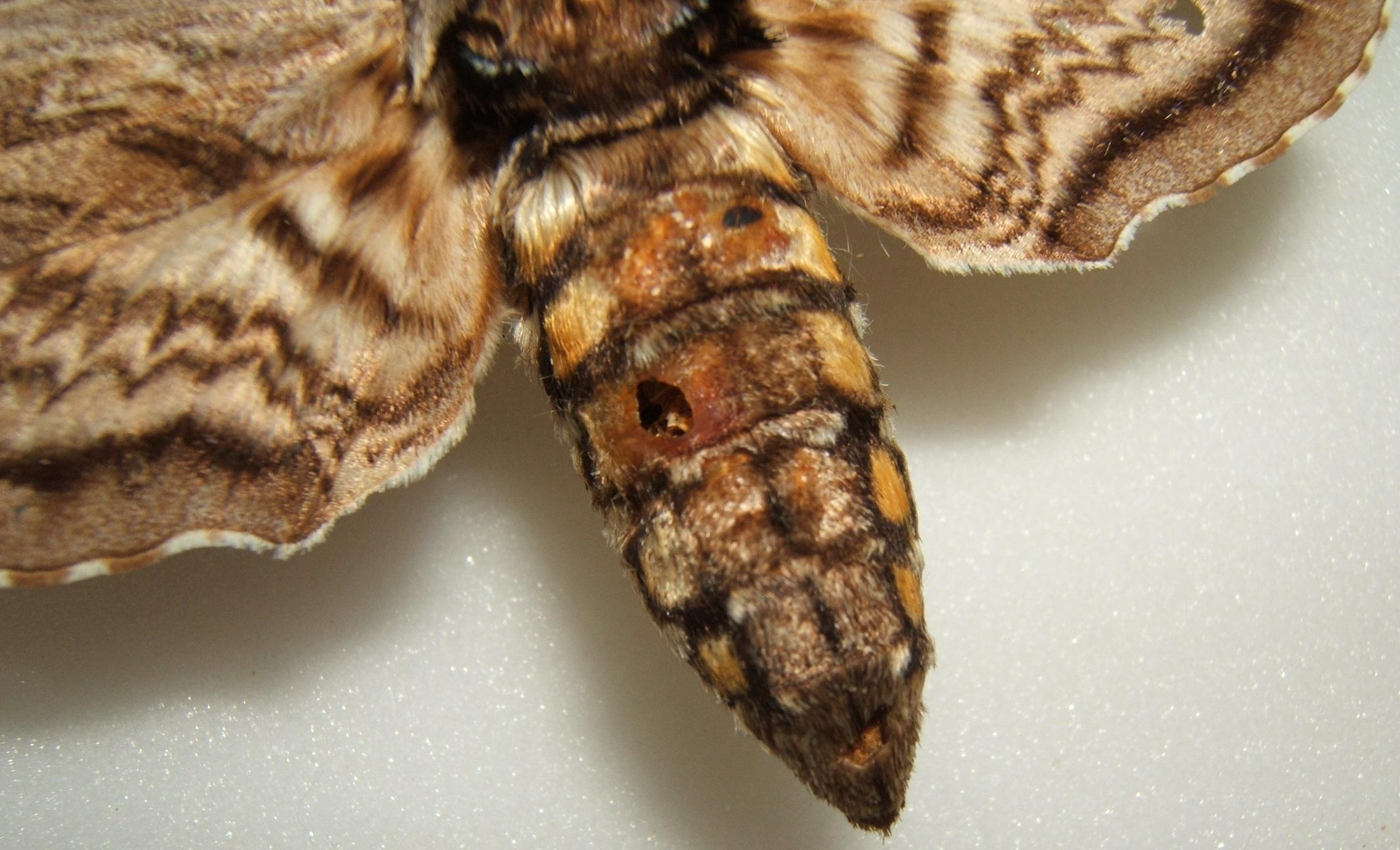
Manduca quinquemaculata ve sbírce zničené kožojedem
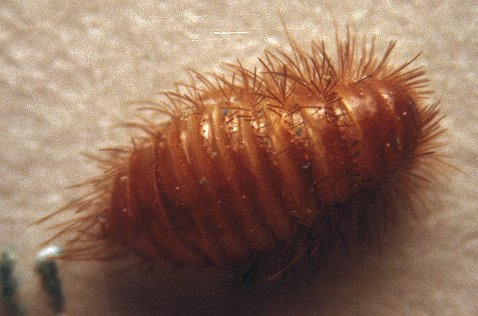
Anthrenus verbasci – larva brouka
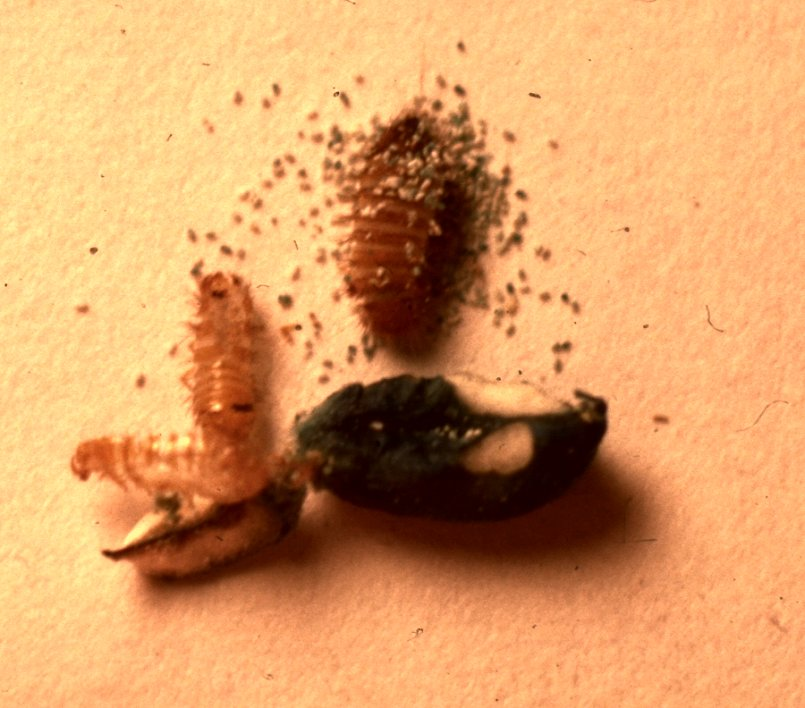
Anthrenus verbasci – výměšky larvy a zbytky její potravy